# Francisco Pulaski
Franciszek Ksawery Piotr August Stanisław Pułaski (en polaco: Francisco Javier Pedro Augusto Estanislao Pulaski; 26 de noviembre de 1743-15 de septiembre de 1769), o simplemente Francisco Pulaski, fue un noble ślepowron polaco, starosta de Augustów, pułkownik (coronel de caballería) del Voivodato de Podolia y mariscal de la Confederación de Bar.

## Biografía
Hijo de Józef Pulaski y Marianna Zielińska, hermano de Casimiro Pulaski. Su ceremonia de bautismo tuvo lugar el 6 de marzo de 1745 en Varsovia en la Iglesia de la Santa Cruz. Francisco estudió en el Colegio de los Padres Teatinos en Varsovia en los años 1754-1759. A partir de 1764, fue un partidario político muy militante de su padre Józef y durante la Confederación de Bar fue enviado a Crimea para informar sobre la formación de una nueva konfederacja. Fue uno de los organizadores de la confederación en Podolia. Tras la primera retirada de la Confederación ante el avance ruso en 1768, se trasladó al Imperio otomano, donde se desempeñó como diplomático a cargo el 23 de noviembre.
El 22 de mayo de 1769 es nombrado mariscal de las fuerzas de la Confederación de Bar.
Participó en muchas escaramuzas contra las tropas rusas, en su mayoría victoriosas. Hubo disputas entre él y otros confederados, principalmente con el mariscal Michał Hieronim Krasiński. Su expedición a Lituania, junto con su hermano, no dio los resultados esperados, debido principalmente a las reticencias de los magnates locales. Después de regresar a Polonia, organizó a voluntarios de la confederación en la región de Łomża.
Murió el 15 de septiembre de 1769 en la batalla de Łomazy, cuando acudía en ayuda de su hermano Casimiro. Según algunos autores, fue enterrado en la fosa común de los confederados de Bar en Włodawa por los Padres Paulinos. «En la retaguardia, desde la dirección de Łomazy, aparecieron los carabineros rusos bajo el mando de Castelli. La familia Pulaski buscó la salvación en un audaz ataque... Francisco alcanzó al propio Castelli, pero éste consiguió dispararle mortalmente un arma... en Włodawa, fue enterrado en una fosa común por los Padres Paulinos...» No identificado, probablemente enterrado en el campo de batalla de Łomazy en una fosa común de los confederados de Bar cerca de Studzianki, en un lugar llamado Głuch, en la bifurcación de los ríos Zielawa y Grabarka, marcado con una piedra de campo con una cruz en 2009 (coordenadas 51°54′47" N 23°12′29" E).

## Errores comunes

### Su última batalla
Según las fuentes utilizadas, la batalla de Łomazy se considera como otro enfrentamiento distinto o como parte de la batalla de Orzechowo, por lo que es común que en los textos que se refiere a cualquiera de los dos enfrentamientos se hable del ataque de Francisco Pulaski al Conde Castelli y su muerte a manos de éste.

### Confusión de nombre
A menudo se le confundía con su primo de nombre homónimo, Francisco Pulaski, hijo de Jan Pulaski, capitán de caballería de Przemyśl en la Confederación de Bar, herido en la batalla de Hoszów el 8 de agosto de 1769, muerto debido a sus heridas el 16 de agosto de 1769 en el castillo de Kmita en Lesko y enterrado en la capilla de San Antonio de la iglesia local de la Visitación de la Santísima Virgen María, donde se encuentra su epitafio. Un error es causado por una descripción engañosa en el epitafio de la iglesia de Lesko, redactado en el 100 aniversario de su muerte (1869), en latín ...Casimiri frater... (en español: ...El hermano de Casimiro...) y una placa en el vestíbulo de la iglesia: «Francisco Pulaski, uno de los líderes de la Confederación de Bar, hermano (cuando en realidad era su primo) del famoso comandante Casimiro, herido en Hoszów en la batalla contra los moscovitas, muerto en el castillo de Lesko el 18 de agosto de 1769, enterrado en la capilla de San Antonio».